# Famille Andrássy
La famille Andrássy (Andrássy de Csíkszentkirály et Krasznahorka) est une famille de la noblesse hongroise. Le nom provient de Sâncrăieni (village transylvain du pays sicule, en hongrois Csíkszentkirály) et de Krásnohorské Podhradie (domaine et château de Haute-Hongrie, aujourd'hui la Slovaquie, en hongrois Krásznahorka).

## Histoire
La famille remonte à Márton Andrássy cité en 1543 comme entretenant de bonnes relations avec la reine Isabelle Jagellon. Il reçoit en 1568 de la part du roi Jean II de Hongrie des villages et des chevaux. Lui et son fils Péter Andrássy reçoivent en 1569 les villages sicules transylvains de Csíkszentimre et de Csíkszentkirály (composé de 42 serfs), dont ils utilisent dès lors le nom. Ce même Péter se voit confisquer tous ses biens pour s'être opposé à Étienne Báthory. Après son exil en 1578, il est capitaine du château de Krásznahorka, bien offert en 1585 à ses héritiers qui en prennent également le nom. Péter Andrássy, époux de Zsófia Betz, est élevé au rang de baron en 1676. Les deux branches betléri et monoki sont élevées au rang de comtes au XVIIIe siècle.
L'actuel chef de la famille est le comte Gyula Andrássy de Csíkszentkirály & Krásznahorka (né en 1927), fils du comte Mihály Andrássy (1893–1990) et de son épouse, née comtesse Gabrielle Károlyi de Nagykároly (1899–1992).

## Famille
- Miklós Andrássy (1686–?),

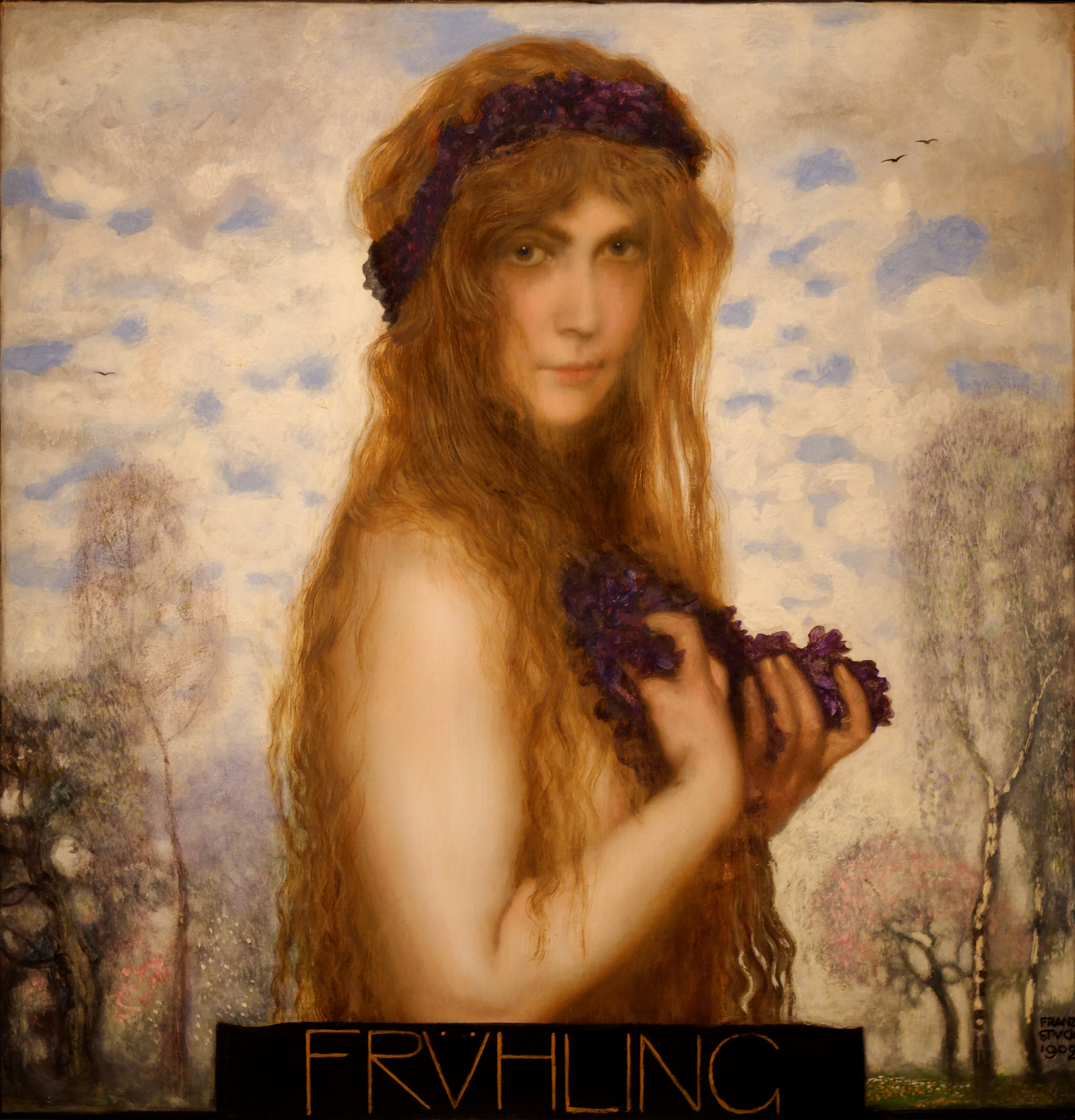
Le printemps de Franz von Stuck fut donné en 1911 au Musée des beaux-arts de Budapest par le comte Dénes Andrássy

- Pál Andrássy (1655–?), général kouroutz.
- Péter Andrássy (1659–1715), fils de Miklós Andrássy.
- baron György Andrássy (1650–1725), général Kuruc.
- Baron István Andrássy, frère de Péter Andrássy.
- Baron Károly Andrássy (1725–1792), fait comte en 1779.
- Baron Antal Andrássy (1742–1799), évêque de Rozsnyó.
- Baron János Andrássy (1750–1817), major-général.
- Comte József Andrássy (1762–1834).
- Comte Károly Andrássy (en) (1792–1845), homme politique.
- Comte György Andrássy (1797–1872), chambellan KuK, conseiller privé, grand-échanson du royaume.
- Comte Manó Andrássy (1821–1891), artiste peintre, collectionneur, caricaturiste, homme politique, membre de l'Académie hongroise des sciences.
- Comte Gyula Andrássy (1823–1890), premier ministre de Hongrie.
- Comte Dénes Andrássy (en) (1835–1913), collectionneur d'art, mécène, président de la Société Hongroise d'Héraldique et de Généalogie.
- Comte Gyula Andrássy le Jeune (1860–1929), homme politique, ministre de l'intérieur de Hongrie, ministre des affaires étrangères d'Autriche-Hongrie, fils de Gyula Andrássy (1823–1890).
- Comte Tivadar Andrássy (1857–1905), peintre, collectionneur, homme politique, député, membre de l'Académie hongroise des sciences, président de l'Université hongroise des beaux-arts.
- Comtesse Katinka Andrássy (1892–1985), épouse du comte Mihály Károlyi, homme politique, président de la République démocratique hongroise.

## Pour approfondir